# Xã Meridian, Quận McPherson, Kansas
Xã Meridian (tiếng Anh: Meridian Township) là một xã thuộc quận McPherson, tiểu bang Kansas, Hoa Kỳ. Năm 2010, dân số của xã này là 329 người.